# 가미오이역
가미오이역(일본어: 上大井駅)은 일본 가나가와현 아시가라카미군 오이 정에 있는 도카이 여객철도 고텐바 선의 역이다. 상대식 승강장 1면 2선의 구조를 지닌 지상역이다.

## 타는 곳
| 1 | ■ 고텐바 선 | 상행 | 고즈 방면            |                  |
| 1 | ■ 고텐바 선 | 하행 | 고텐바 · 누마즈 방면 | 통상은 이 승강장 |
| 2 | ■ 고텐바 선 | 하행 | 고텐바 · 누마즈 방면 | 교환 열차만      |

## 이용 현황
| 연도     | 하루 평균 승차 인원 | 연도     | 하루 평균 승차 인원 |
| 1998년도 | 556                 | 2005년도 | 462                 |
| 1999년도 | 546                 | 2006년도 | 479                 |
| 2000년도 | 519                 | 2007년도 | 465                 |
| 2003년도 | 465                 | 2008년도 | 471                 |
| 2004년도 | 474                 |          |                     |
| -------- | ------------------- | -------- | ------------------- |

## 역 주변
- 오이 정청
- 오다와라 시청 소가 지소
- 에바라 식품 주오 연구소
- 국도 제255호선

## 인접 정차역
| 도카이 여객철도 고텐바 선 | 도카이 여객철도 고텐바 선 | 도카이 여객철도 고텐바 선 |
| ------------------------- | ------------------------- | ------------------------- |
| 시모소가 고즈 방면        | ■ 고텐바 선               | 사가미카네코 누마즈 방면  |